# Observatorio de Sierra Nevada
El Observatorio de Sierra Nevada (OSN), a 2896 m s. n. m. es un observatorio astronómico situado cerca del Observatorio IRAM Pico Veleta en la loma de Dílar, en la cordillera de Sierra Nevada, en la provincia de Granada (Andalucía, España).
Está dirigido y mantenido por el Instituto de Astrofísica de Andalucía y posee dos telescopios Ritchey-Chrétien en configuración de foco Nasmyth con aperturas de 1,5 y 0,9 metros, llamados T150 y T90 respectivamente. El observatorio se inauguró en 1981 al quedar obsoletas las instalaciones del anterior observatorio del Mojón del Trigo.

## Galería

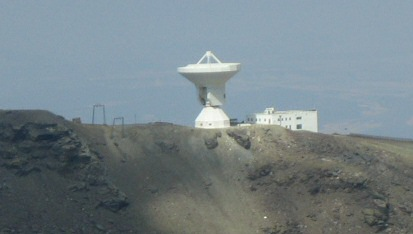
El radiotelescopio del IRAM.
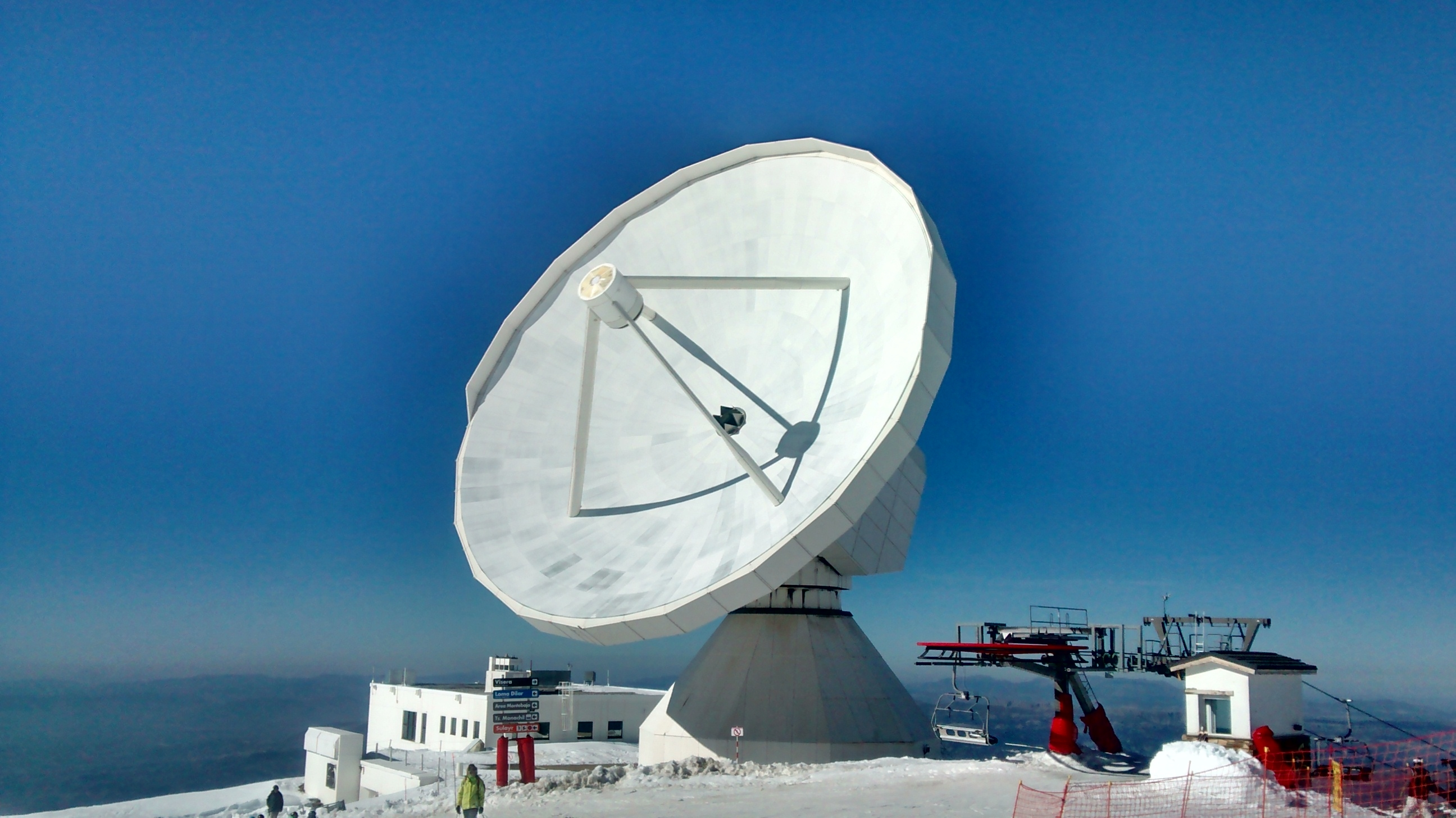
Radiotelescopio del observatorio de Sierra Nevada desde las pistas de esquí.
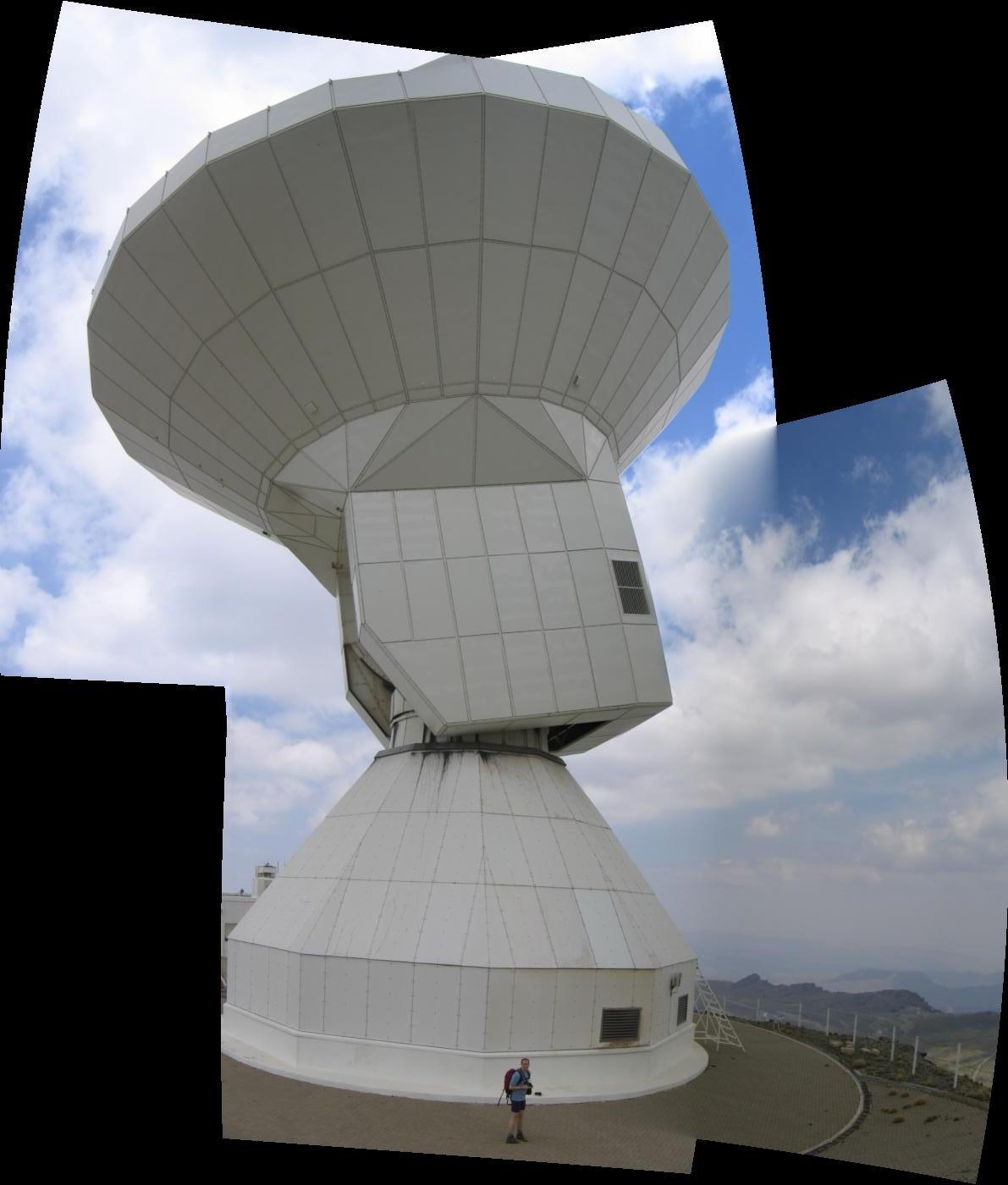
Detalle del radiotelescopio del IRAM.
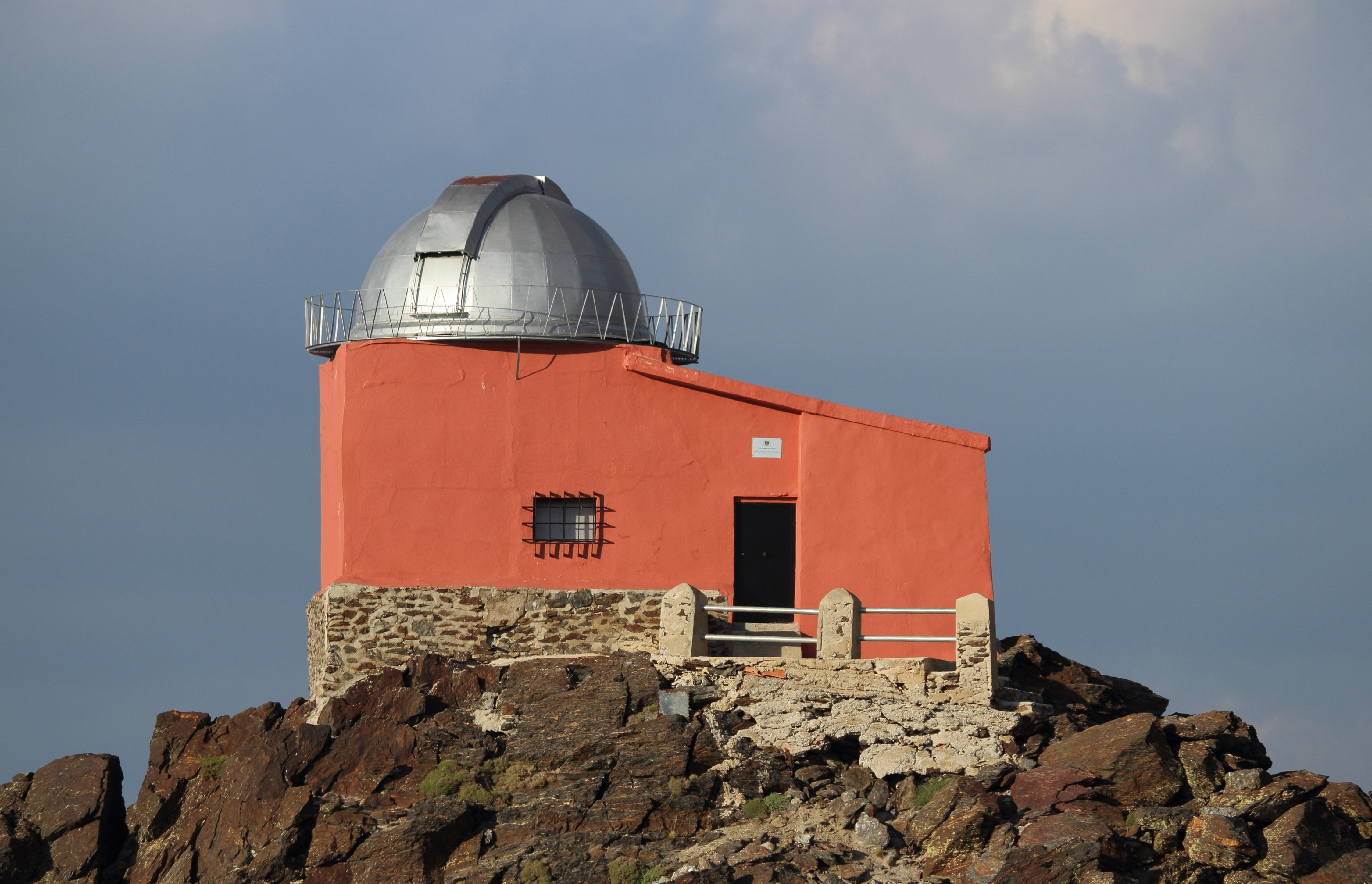
El antiguo observatorio del Mojón del Trigo.
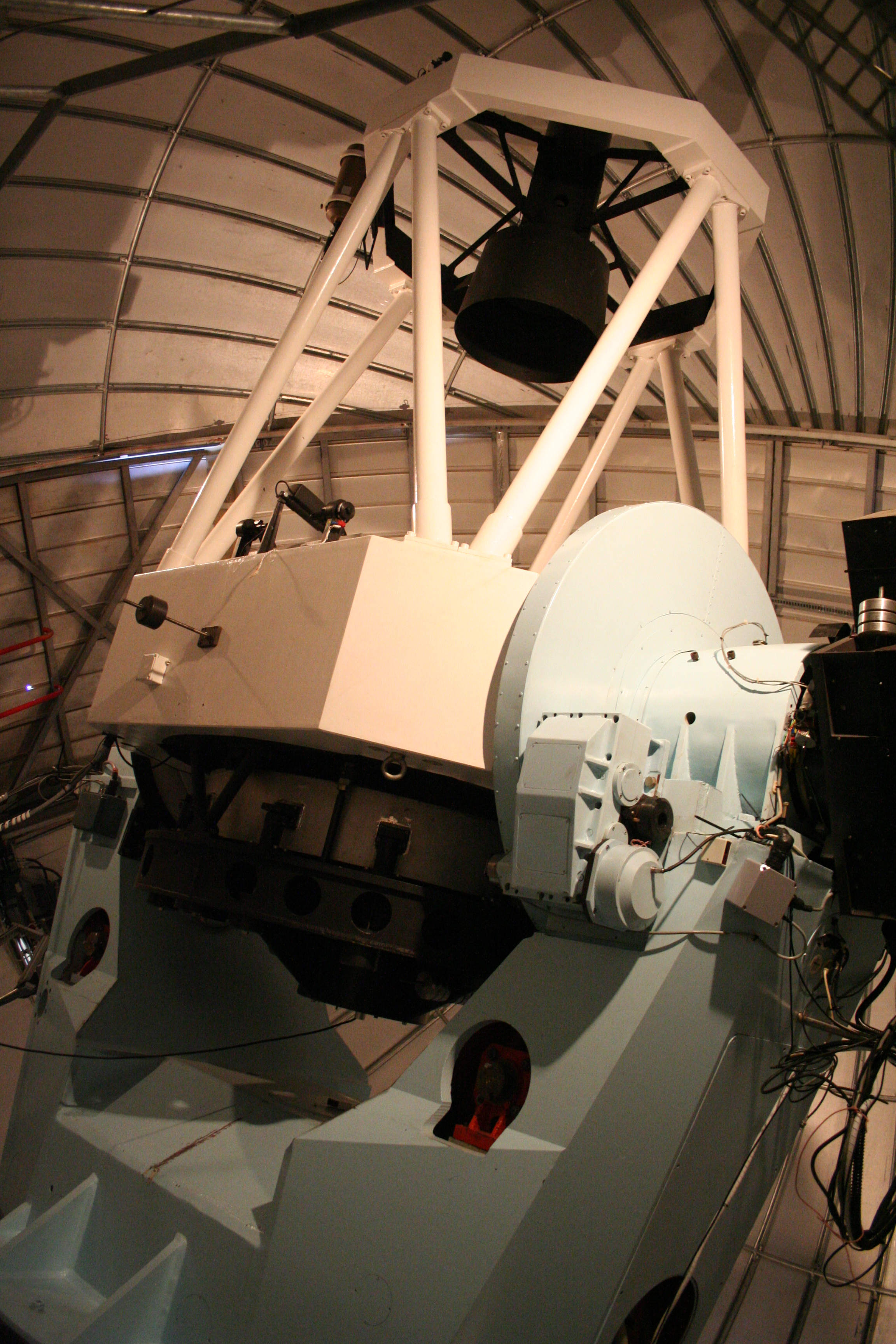
T150.